# اچ‌ام‌اس هریر (۱۸۸۱)
اچ‌ام‌اس هریر (۱۸۸۱) (به انگلیسی: HMS Harrier (1881)) یک کشتی بود. این کشتی در سال ۱۸۷۲ ساخته شد.